# بيدرو غونزاليس
بيدرو غونزاليس (بالإنجليزية: Pedro Gonzalez Gonzalez)‏ (و. 1925 – 2006 م) هو ممثل، وممثل أفلام، وممثل تلفزيوني، من الولايات المتحدة الأمريكية، توفي في كولفير سيتي، لوس أنجليس، كاليفورنيا، عن عمر يناهز 81 عاماً.

## وصلات خارجية
- بيدرو غونزاليس على موقع IMDb (الإنجليزية)
- بيدرو غونزاليس على موقع ألو سيني (الفرنسية)
- بيدرو غونزاليس على موقع ميوزك برينز (الإنجليزية)
- بيدرو غونزاليس على موقع أول موفي (الإنجليزية)
- بيدرو غونزاليس على موقع قاعدة بيانات الأفلام السويدية (السويدية)
- بيدرو غونزاليس على موقع إن إن دي بي (الإنجليزية)
- بيدرو غونزاليس على موقع قاعدة بيانات الفيلم (الإنجليزية)